# Zbigniew Roguski
Zbigniew Roguski ps. „Tłomacki” (ur. w 1919, zm. 26 września 1944 w Warszawie) – podporucznik rezerwy artylerii, uczestnik powstania warszawskiego jako dowódca II plutonu Grupy Artyleryjskiej „Granat” przynależnego do Obwodu Mokotów Okręgu Warszawa Armii Krajowej.
Podczas okupacji niemieckiej działał w polskim ruchu oporu. Poległ 26 września 1944 w walkach przy ul. Puławskiej 99. Miał 25 lat. Odznaczony pośmiertnie Orderem Virtuti Militari (rozkaz Dowódcy AK nr 512 z 2 X 1944), nr krzyża: 12946. Pochowany na cmentarzu Powązki Wojskowe w Warszawie (kwatera A23-5-4).